# Sphecodes albilabris
Sphecodes albilabris là một loài ong trong họ Halictidae phân bố ở Trung Âu, Tây Âu và về phía bắc đến Phần Lan. Chúng có kích thước 11 đến 14 mm.